# Неји Плезанс
Неји Плезанс (фр. Neuilly-Plaisancen) град је у Француској у региону Île-de-France, у департману Seine-Saint-Denis.
По подацима из 2010. године број становника у месту је био 20.508.

## Демографија
| 1962.  | 1968.  | 1975.  | 1982.  | 1990.  | 2011.  |
| ------ | ------ | ------ | ------ | ------ | ------ |
| 15 526 | 17 613 | 18 185 | 16 960 | 18 195 | 20.703 |